# That Old Black Magic
«That Old Black Magic» es una canción compuesta por Harold Arlen y Johnny Mercer para la película Star Spangled Rhythm (Fantasía de estrellas) de 1943.
Perteneciente al Great American Songbook, la versión de Louis Prima y Keely Smith ganó un Grammy for Best Performance By A Vocal Group Or Chorus en 1958, el primer año de la celebración de los premios. 
Otras versiones incluyen la de Glenn Miller, Frank Sinatra y de Sammy Davis Jr..